# 汪屺
汪屺（1899年—？），字彥慈，廣東省番禺縣人。中华民国政治人物。

## 生平
汪屺是其父汪兆銓的次子。早年，由其堂叔汪精卫資助赴法國留學，學習製革。民国廿一年（1932年），汪精卫出任行政院院長，以汪屺爲隨從秘书。
抗日战争爆发后，日军占领广东。1941年1月16日，汪屺被任命为汪精卫政权的广东省政府委员，任至1943年1月广东省政府改制。1941年1月16日，汪屺兼任广东省警务处处长。1942年11月2日，因汪屺已接任广州市市长，遂被免去警务处处长职务，汪精卫的亲信、广东省会警察局局长郭卫民接任广东省警务处处长。1942年6月5日，汪屺任广州市市长，任至1943年9月18日。1942年11月2日，汪屺兼任广东省民政厅厅长，任至1943年2月12日。1943年9月18日，汪屺再度出任广东省警务处处长，同时李松侠也被任命为处长。汪屺任至1944年9月8日被免职。1944年4月4日，广东省政府省长陈耀祖遇刺身亡，汪屺一度代理省长职务。
汪屺后来寓居香港，并在香港逝世。

## 家庭
- 父：汪兆銓，字莘伯，清朝光緒乙酉科举人，以诗闻名，著有《惺默齋集》、《萇楚軒集》等。[1]